# Eccellenza Marche 2001-2002
Il campionato italiano di calcio di Eccellenza regionale 2001-2002 è stato l'undicesimo organizzato in Italia. Rappresenta il sesto livello del calcio italiano.
Questi sono i gironi organizzati dal Comitato Regionale Marche.

## Squadre partecipanti
| Squadra                              | Città (provincia)        |
| ------------------------------------ | ------------------------ |
| S.S. Audax Calcio Piobbico           | Piobbico (PU)            |
| Pol. Belvederese, Belvedere Ostrense | Belvedere Ostrense (AN)  |
| U.S. Castelfrettese                  | Falconara Marittima (AN) |
| Pol. Forsempronese                   | Fossombrone (PU)         |
| S.P. Grottammare                     | Grottammare (AP)         |
| A.S.C. Imab Urbino                   | Urbino (PU)              |
| U.S. Lucrezia Calcio 1966            | Cartoceto (PU)           |
| U.S. Montegiorgese                   | Montegiorgio (AP)        |
| Pol. Montegranaro Calcio             | Montegranaro (AP)        |
| U.S. Pergolese                       | Pergola (Italia) (PU)    |
| U.S. Recanatese                      | Recanati (MC)            |
| U.S. Sangiorgese                     | Porto San Giorgio (AP)   |
| A.C. Sangiustese                     | Monte San Giusto (MC)    |
| U.S. Truentina                       | Castel di Lama (AP)      |
| Urbania Calcio                       | Urbania (PS)             |
| U.S. Urbisalviense                   | Urbisaglia (MC)          |

## Aggiornamenti
Venne confermato ancora una volta l'organico di 16 squadre. Non essendosi verificate retrocessioni di formazione marchigiane dalla Serie D furono necessarie quattro promozioni dalla Promozione: il Grottammare debuttava nel massimo torneo regionale, l'Audax Piobbico si rivedeva dopo il disastroso torneo del 1997-98, la Castelfrettese tornava per la prima volta dal 1995-96 mentre la Sangiorgese era immediatamente risalita.
Il torneo venne vinto dalla Truentina Castel di Lama che prevalse nei confronti della Sangiustese al termine di un lungo testa a testa. La formazione rossoblu riuscirà comunque a salire in Serie D imponendosi negli spareggi nazionali. In fondo alla graduatoria non si schiodò praticamente mai la Belvederese, accompagnata in Promozione dalla Sangiorgese che confermò l'esito del campionato nella sfida playout contro la Forsempronese. Ribaltò invece il pronostico il Montegranaro che condannò a un immediato ritorno in cadetteria regionale anche l'Audax Piobbico.

## Classifica finale
|  | Pos. | Squadra        | Pt | G  | V  | N  | P  | GF | GS | DR  |
|  | ---- | -------------- | -- | -- | -- | -- | -- | -- | -- | --- |
|  | 1.   | Truentina      | 61 | 30 | 18 | 7  | 5  | 43 | 19 | +24 |
|  | 2.   | Sangiustese    | 59 | 30 | 16 | 11 | 3  | 36 | 12 | +24 |
|  | 3.   | Urbisalviense  | 51 | 30 | 13 | 12 | 5  | 33 | 16 | +17 |
|  | 4.   | Imab Urbino    | 49 | 30 | 13 | 10 | 7  | 41 | 30 | +11 |
|  | 5.   | Pergolese      | 48 | 30 | 13 | 9  | 8  | 40 | 27 | +13 |
|  | 6.   | Grottammare    | 47 | 30 | 11 | 14 | 5  | 33 | 22 | +11 |
|  | 7.   | Lucrezia       | 40 | 30 | 9  | 13 | 8  | 33 | 30 | +3  |
|  | 8.   | Montegiorgese  | 40 | 30 | 11 | 7  | 12 | 35 | 35 | 0   |
|  | 9.   | Recanatese     | 39 | 30 | 10 | 9  | 11 | 26 | 28 | -2  |
|  | 10.  | Urbania        | 39 | 30 | 10 | 9  | 11 | 23 | 29 | -6  |
|  | 11.  | Castelfrettese | 37 | 30 | 9  | 10 | 11 | 30 | 33 | -3  |
|  | 12.  | Forsempronese  | 36 | 30 | 8  | 12 | 10 | 22 | 28 | -6  |
|  | 13.  | Audax Piobbico | 32 | 30 | 7  | 11 | 12 | 25 | 34 | -9  |
|  | 14.  | Montegranaro   | 29 | 30 | 7  | 8  | 15 | 26 | 40 | -14 |
|  | 15.  | Sangiorgese    | 20 | 30 | 3  | 11 | 16 | 21 | 45 | -24 |
|  | 16.  | Belvederese    | 13 | 30 | 2  | 7  | 21 | 17 | 56 | -39 |

## Play-out
| Squadra 1    | Totale | Squadra 2      | Andata | Ritorno |
| ------------ | ------ | -------------- | ------ | ------- |
| Montegranaro | 2 - 1  | Audax Piobbico | 2 - 1  | 0 - 0   |
| Sangiorgese  | 1 - 2  | Forsempronese  | 0 - 1  | 1 - 1   |

### Andata
| Montegranaro ??? 2002 | Montegranaro | 2 – 1 | Audax Piobbico |  |

| Piobbico ??? 2002 | Sangiorgese | 0 – 1 | Fossombronese |  |

### Ritorno
| Porto San Giorgio ??? 2002 | Audax Piobbico | 0 – 0 | Montegranaro |  |

| Fossombrone ??? 2002 | Fossombronese | 1 – 1 | Sangiorgese |  |